# Petra Vlhová
Petra Vlhová (Liptovský Mikuláš, 13 giugno 1995) è una sciatrice alpina slovacca, campionessa olimpica nello slalom speciale a Pechino 2022, campionessa mondiale nello slalom gigante a Åre 2019, vincitrice di una Coppa del Mondo generale e di tre Coppe di specialità.

## Biografia

### Stagioni 2011-2012
Petra Vlhová ha esordito in una gara valida ai fini del punteggio FIS il 19 novembre 2010 a Geilo, classificandosi 33ª in slalom gigante, e il 2 marzo 2011 ha debuttato in Coppa Europa, chiudendo 26ª a Jasná in slalom speciale. Il 20 gennaio 2012 ha conquistato la medaglia d'oro nello slalom speciale alla prima edizione dei Giochi olimpici invernali giovanili di Innsbruck. Convocata anche per i Mondiali juniores di Roccaraso 2012, ha conquistato la medaglia di bronzo nello slalom speciale.
Il 26 novembre dello stesso anno si è aggiudicata il primo podio in Coppa Europa in slalom speciale, sul tracciato svedese di Vemdalen, chiudendo seconda alle spalle dell'italiana Michela Azzola, e un mese più tardi, il 18 dicembre, ha ottenuto la prima vittoria, nella stessa manifestazione continentale, vincendo lo slalom speciale di Courchevel in Francia.

### Stagioni 2013-2018
Nella stagione 2012-2013 ha esordito in Coppa del Mondo, il 29 dicembre nello slalom speciale di Semmering (classificandosi 11ª ha conquistato subito i primi punti) e ai Campionati mondiali, nella rassegna iridata di Schladming, senza concludere la prova di slalom speciale. Nel 2014 ha preso parte ai XXII Giochi olimpici invernali di Soči 2014, piazzandosi 24ª nello slalom gigante e 19ª nello slalom speciale, e il 28 febbraio ha vinto la medaglia d'oro nello slalom speciale ai Mondiali juniores di Jasná. L'anno dopo ai Mondiali di Vail/Beaver Creek 2015 è stata 30ª nello slalom gigante e 44ª nello slalom speciale e, il 13 dicembre, ha ottenuto il suo primo podio in Coppa del Mondo vincendo lo slalom speciale di Åre davanti alla svedese Frida Hansdotter e alla norvegese Nina Løseth.
Dal 2016 al 2021 è stata allenata dall'italiano Livio Magoni (ex responsabile delle gare tecniche femminili della nazionale italiana e in precedenza allenatore di Tina Maze). Ai Mondiali di Sankt Moritz 2017 ha vinto la medaglia d'argento nella gara a squadre e si è classificata 8ª nello slalom gigante e 4ª nello slalom speciale; l'anno successivo ha rappresentato la Slovacchia ai XXIII Giochi olimpici invernali di Pyeongchang 2018, dove si è classificata 32ª nel supergigante, 13ª nello slalom gigante, 13ª nello slalom speciale, 5ª nella combinata, 9ª nella gara a squadre e non ha completato la discesa libera. È stata portabandiera alla cerimonia di chiusura.

### Stagioni 2019-2020

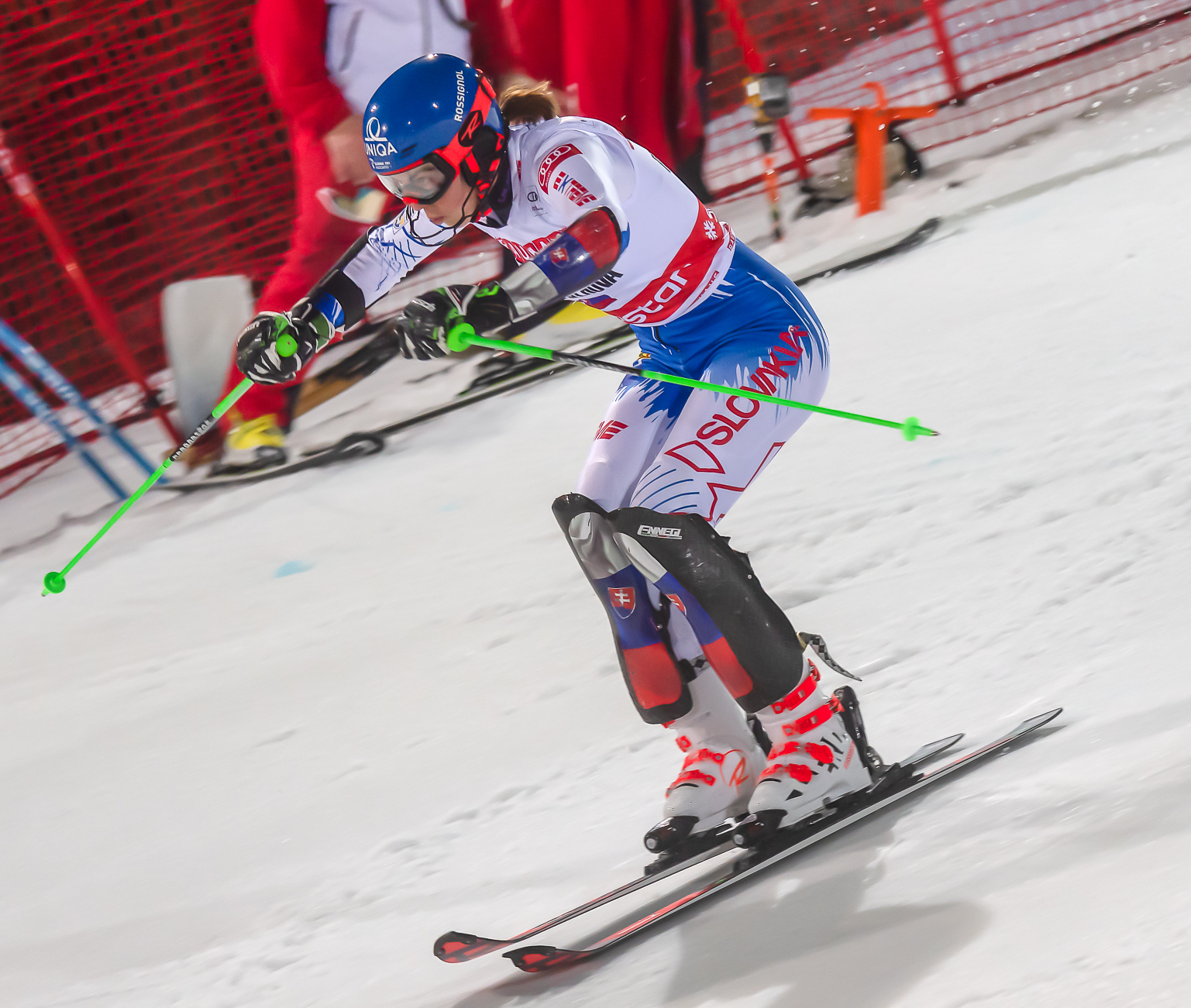
Petra Vlhová in gara a Stoccolma nel 2019

Ai Mondiali di Åre 2019 ha vinto la medaglia d'oro nello slalom gigante, quella d'argento nella combinata e quella di bronzo nello slalom speciale; in quella stessa stagione si è piazzata al secondo posto sia nella Coppa del Mondo generale, sia nella Coppa del Mondo di slalom gigante e in quella di slalom speciale, venendo sopravanzata da Mikaela Shiffrin (rispettivamente di 849, 137 e 283 punti) in tutte e tre le classifiche; i podi sono stati 14, tra cui 5 vittorie.
Nella stagione 2019-2020 ha conquistato le Coppe del Mondo di specialità di slalom speciale (superando la seconda classificata Mikaela Shiffrin di 20 punti) e di slalom parallelo (con 13 punti di vantaggio su Clara Direz); in classifica generale è stata terza, a 189 punti da Federica Brignone, e i suoi podi stagionali sono stati 8, con 5 vittorie.

### Stagioni 2021-2025
Ai Mondiali di Cortina d'Ampezzo 2021 si è aggiudicata la medaglia d'argento sia nello slalom speciale sia nella combinata, si è piazzata 9ª nel supergigante, 12ª nello slalom gigante e non si è qualificata per la finale nello slalom parallelo. Al termine di quella stessa stagione in Coppa del Mondo si è aggiudicata la coppa di cristallo generale, sopravanzando la svizzera Lara Gut (di 160 punti); i suoi podi stagionali sono stati 9, con 5 vittorie.
Ai XXIV Giochi olimpici invernali di Pechino 2022 ha vinto la medaglia d'oro nello slalom speciale ed è stata 14ª nello slalom gigante e in quella stagione 2021-2022 ha vinto per la seconda volta la Coppa del Mondo di slalom speciale, sopravanzando la Shiffrin di 269 punti, ed è stata 2º nella classifica generale, superata di 184 punti dalla stessa Shiffrin; i suoi podi stagionali sono stati 13, con 6 vittorie. Ai Mondiali di Courchevel/Méribel 2023 si è piazzata 7ª nello slalom gigante e 5ª nello slalom speciale e in quella stagione 2022-2023 è stata 3ª sia nella classifica della Coppa del Mondo generale sia in quella di slalom speciale; i suoi podi stagionali sono stati 9, con 2 vittorie. Nella successiva stagione 2023-2024, segnata da un infortunio patito durante lo slalom gigante di Jasná del 20 gennaio che l'ha costretta a terminare anzitempo la stagione, si è comunque classificata 3ª nella classifica della Coppa del Mondo di slalom speciale; i suoi podi stagionali sono stati 7, con 3 vittorie. Le complicazioni insorte durante il recupero hanno indotto Petra Vlhová a rinunciare a disputare l'intera stagione 2024-2025.

## Palmarès

### Olimpiadi
- 1 medaglia:
  - 1 oro (slalom speciale a Pechino 2022)

### Mondiali
- 6 medaglie:
  - 1 oro (slalom gigante a Åre 2019)
  - 4 argenti (gara a squadre a Sankt Moritz 2017; combinata a Åre 2019; slalom speciale, combinata a Cortina d'Ampezzo 2021)
  - 1 bronzo (slalom speciale a Åre 2019)

### Mondiali juniores
- 2 medaglie:
  - 1 oro (slalom speciale a Jasná 2014)
  - 1 bronzo (slalom speciale a Roccaraso 2012)

### Olimpiadi giovanili
- 1 medaglia:
  - 1 oro (slalom speciale a Innsbruck 2012)

### Coppa del Mondo
- Vincitrice della Coppa del Mondo di sci alpino nel 2021
- Vincitrice della Coppa del Mondo di slalom speciale nel 2020 e nel 2022
- Vincitrice della Coppa del Mondo di slalom parallelo nel 2020
- Vincitrice della classifica di slalom parallelo nel 2021[7]
- 73 podi:
  - 31 vittorie
  - 23 secondi posti
  - 19 terzi posti

#### Coppa del Mondo - vittorie
| Data             | Località        | Paese       | Specialità |
| ---------------- | --------------- | ----------- | ---------- |
| 13 dicembre 2015 | Åre             | Svezia      | SL         |
| 18 marzo 2017    | Aspen           | Stati Uniti | SL         |
| 11 novembre 2017 | Levi            | Finlandia   | SL         |
| 28 gennaio 2018  | Lenzerheide     | Svizzera    | SL         |
| 28 dicembre 2018 | Semmering       | Austria     | GS         |
| 1º gennaio 2019  | Oslo            | Norvegia    | PR         |
| 8 gennaio 2019   | Flachau         | Austria     | SL         |
| 1º febbraio 2019 | Maribor         | Slovenia    | GS         |
| 8 marzo 2019     | Špindlerův Mlýn | Rep. Ceca   | GS         |
| 15 dicembre 2019 | Sankt Moritz    | Svizzera    | PR         |
| 4 gennaio 2020   | Zagabria Sljeme | Croazia     | SL         |
| 14 gennaio 2020  | Flachau         | Austria     | SL         |
| 18 gennaio 2020  | Sestriere       | Italia      | GS         |
| 16 febbraio 2020 | Kranjska Gora   | Slovenia    | SL         |
| 21 novembre 2020 | Levi            | Finlandia   | SL         |
| 22 novembre 2020 | Levi            | Finlandia   | SL         |
| 26 novembre 2020 | Lech/Zürs       | Austria     | PR         |
| 3 gennaio 2021   | Zagabria Sljeme | Croazia     | SL         |
| 7 marzo 2021     | Jasná           | Slovacchia  | GS         |
| 12 marzo 2021    | Åre             | Svezia      | SL         |
| 20 novembre 2021 | Levi            | Finlandia   | SL         |
| 21 novembre 2021 | Levi            | Finlandia   | SL         |
| 29 dicembre 2021 | Lienz           | Austria     | SL         |
| 4 gennaio 2022   | Zagabria Sljeme | Croazia     | SL         |
| 9 gennaio 2022   | Kranjska Gora   | Slovenia    | SL         |
| 11 marzo 2022    | Åre             | Svezia      | GS         |
| 10 gennaio 2023  | Flachau         | Austria     | SL         |
| 18 marzo 2023    | Soldeu          | Andorra     | SL         |
| 11 novembre 2023 | Levi            | Finlandia   | SL         |
| 21 dicembre 2023 | Courchevel      | Francia     | SL         |
| 7 gennaio 2024   | Kranjska Gora   | Slovenia    | SL         |

Legenda:

GS = slalom gigante

SL = slalom speciale

PR = slalom parallelo

### Coppa Europa
- Miglior piazzamento in classifica generale: 21ª nel 2013
- 8 podi:
  - 5 vittorie
  - 2 secondi posti
  - 1 terzo posto

#### Coppa Europa - vittorie
| Data             | Località   | Paese      | Specialità |
| ---------------- | ---------- | ---------- | ---------- |
| 18 dicembre 2012 | Courchevel | Francia    | SL         |
| 24 dicembre 2013 | Levi       | Finlandia  | SL         |
| 8 dicembre 2015  | Trysil     | Norvegia   | SL         |
| 2 marzo 2019     | Jasná      | Slovacchia | GS         |
| 3 marzo 2019     | Jasná      | Slovacchia | SL         |

Legenda:

GS = slalom gigante

SL = slalom speciale

### Campionati slovacchi
- 6 medaglie[8]:
  - 4 ori (slalom speciale nel 2012; slalom gigante, slalom speciale nel 2014; slalom speciale nel 2018)
  - 2 argenti (slalom speciale nel 2013; slalom speciale nel 2016)

## Statistiche
| Stagione/Specialità | Supergigante | Supergigante | Supergigante | Slalom gigante | Slalom gigante | Slalom gigante | Slalom speciale | Slalom speciale | Slalom speciale | Combinata | Combinata | Combinata | Slalom parallelo | Slalom parallelo | Slalom parallelo | Podi totali |
| ------------------- | ------------ | ------------ | ------------ | -------------- | -------------- | -------------- | --------------- | --------------- | --------------- | --------- | --------- | --------- | ---------------- | ---------------- | ---------------- | ----------- |
| Stagione/Specialità | 1º           | 2º           | 3º           | 1º             | 2º             | 3º             | 1º              | 2º              | 3º              | 1º        | 2º        | 3º        | 1º               | 2º               | 3º               | Podi totali |
| 2013                |              |              |              |                |                |                |                 |                 |                 |           |           |           |                  |                  |                  | 0           |
| 2014                |              |              |              |                |                |                |                 |                 |                 |           |           |           |                  |                  |                  | 0           |
| 2015                |              |              |              |                |                |                |                 |                 |                 |           |           |           |                  |                  |                  | 0           |
| 2016                |              |              |              |                |                |                | 1               |                 | 2               |           |           |           |                  |                  |                  | 3           |
| 2017                |              |              |              |                |                |                | 1               | 1               | 1               |           |           |           |                  |                  |                  | 3           |
| 2018                |              |              |              |                |                |                | 2               | 1               |                 |           |           | 1         |                  | 1                | 1                | 6           |
| 2019                |              |              |              | 3              |                | 1              | 1               | 5               | 2               |           |           |           | 1                | 1                |                  | 14          |
| 2020                |              |              |              | 1              | 1              |                | 3               | 2               |                 |           |           |           | 1                |                  |                  | 8           |
| 2021                |              | 1            |              | 1              |                | 2              | 4               | 1               |                 |           |           |           | 1                |                  |                  | 10          |
| 2022                |              |              |              | 1              | 2              | 2              | 5               | 2               | 1               |           |           |           |                  |                  |                  | 13          |
| 2023                |              |              |              |                | 1              | 2              | 2               | 1               | 3               |           |           |           |                  |                  |                  | 9           |
| 2024                |              |              |              |                | 1              | 1              | 3               | 2               |                 |           |           |           |                  |                  |                  | 7           |
| Totale              |              | 1            |              | 6              | 5              | 8              | 22              | 15              | 9               |           |           | 1         | 3                | 2                | 1                | 73          |
| Totale              | 1            | 1            | 1            | 19             | 19             | 19             | 46              | 46              | 46              | 1         | 1         | 1         | 6                | 6                | 6                | 73          |